# آسيا الفاسي
آسيا الفاسي (بالإنجليزية: Asia Alfasi)‏ (من مواليد 20 أبريل 1984) هي كاتبة ليبية بريطانية أثرت في المانغا والقصص المصورة والفن. ولدت في ليبيا وانتقلت إلى اسكتلندا في سن السابعة، وهي تعيش حاليا في برمنغهام (إنجلترا). أعمالها توليف بين الإسلامية، الليبية، البريطانية، والتأثيرات اليابانية. اكتسبت سمعة سيئة لأول مرة عندما كانت أول امرأة تشارك وتفوز في منافسة Hi8us Midlands Stripsearch على أساس الشخصية التي صنعتها (منير).

## المنشورات
منذ أن بدأت آسيا امتهان الكوميديا عام 2003، أصدرت آسيا اثنين من المنشورات الرئيسية. وقد نشرت لها أول عمل كبير، "JinNarration"، في كتاب الماموث وهو من أفضل المانغا الجديدة، مختارات من أعمال الفنانين الشباب البريطاني المتوقع له النجاح بالقصص المصورة. ولها قصة سيرة ذاتية قصيرة «عدم ركاب غير الدهاء»، التي تم عرضها على جدران بيكاديلي سيركيس (محطة مترو أنفاق لندن) كجزء من المدن رقيقة أثناء الاحتفال بالذكرى السنوية المئوية لفتح المحطة. وكان العرض في الفترة من 15ديسمبر 2006 إلى 31 أبريل 2007. ونشرت لها أول رواية مصورة بشكل فردي بتفصيل مغامرات فتاة مسلمة وأحداث حياتها في كل من ليبيا واسكتلندا. والتي من المقرر أن تنشر من قبل دار Bloomsbury هذا العام. وحاليا تعمل آسيا أيضا على تحويل مسرحية إلى رواية مصورة من المقرر أن تنشر في أغسطس. وتسمى المسرحية ذات الملصق المصمم من قبل اسيا في وقت سابق، Looking for Yoghurt، ويتم تنفيذها بواسطة Birmingham Repertory Theatre Company، Joyful Theatre and Kijimuna Festa بالتعاون مع مسرح Hanyong.
ويسمى الكتاب الثالث الذي تعمل علية «مغامرات يوسف وياسمين» وسيكون في الأسواق قبل نهاية العام.

## أحداث
بعد فترة من الغياب عن المشهد العام، قد حضرت آسيا العديد من الفعاليات منذ بداية عام 2009. وقد ظهرت في المرتفعات الدولية لمعرض القصص المصورةHi-Exفي يومي 14و 15فبراير في إينفيرنيس، اسكتلندا.
يومي 10و 11 مايو حضرت المعرض بريستول الدولي الهزلي، وفي وقت لاحق من ذلك الشهر حضرت أيضا MCM لندن.
وخلال هذا العام، حضرت آسيا مهرجان الكوميديا تسمية توضيحية في أكسفورد يومي 15و 16 أغسطس. كما أنها سوف تكون على BICS وهو المعرض الدولي البريطاني للقصص المصورة يومي 3 و 4 أكتوبر ومعرض لندن MCM الثاني يومي 24 و 25 أكتوبر.

## جوائز وتكريمات
- بالجائزة السنوية التي تُقدِّمها السفارة اليابانية في بريطانيا سنويًا عن فن المانجا

## مشاركاتها
- معرض أكسبو الدولي للكاريكاتير
- معرض بريستول الدولي للكوميك